# Lieboch
Lieboch osztrák mezőváros Stájerország Graz-környéki járásában. 2017 januárjában 5060 lakosa volt.

## Fekvése

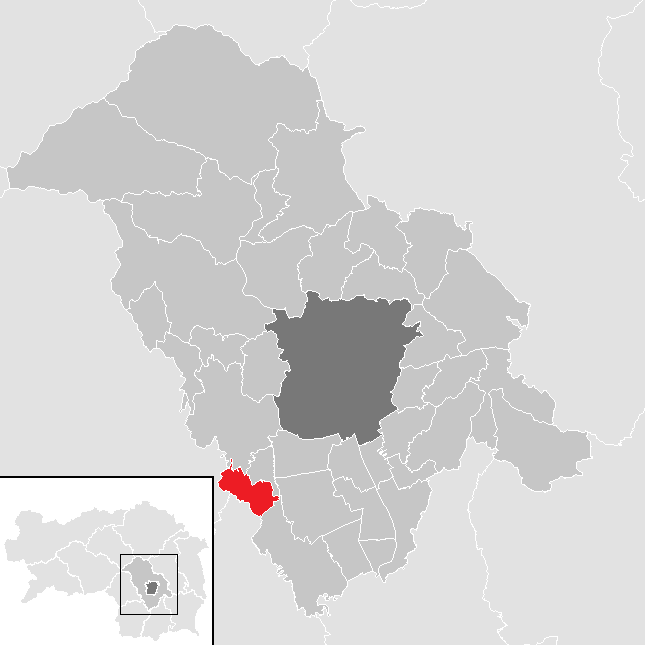
Leiboch a Graz-környéki járásban

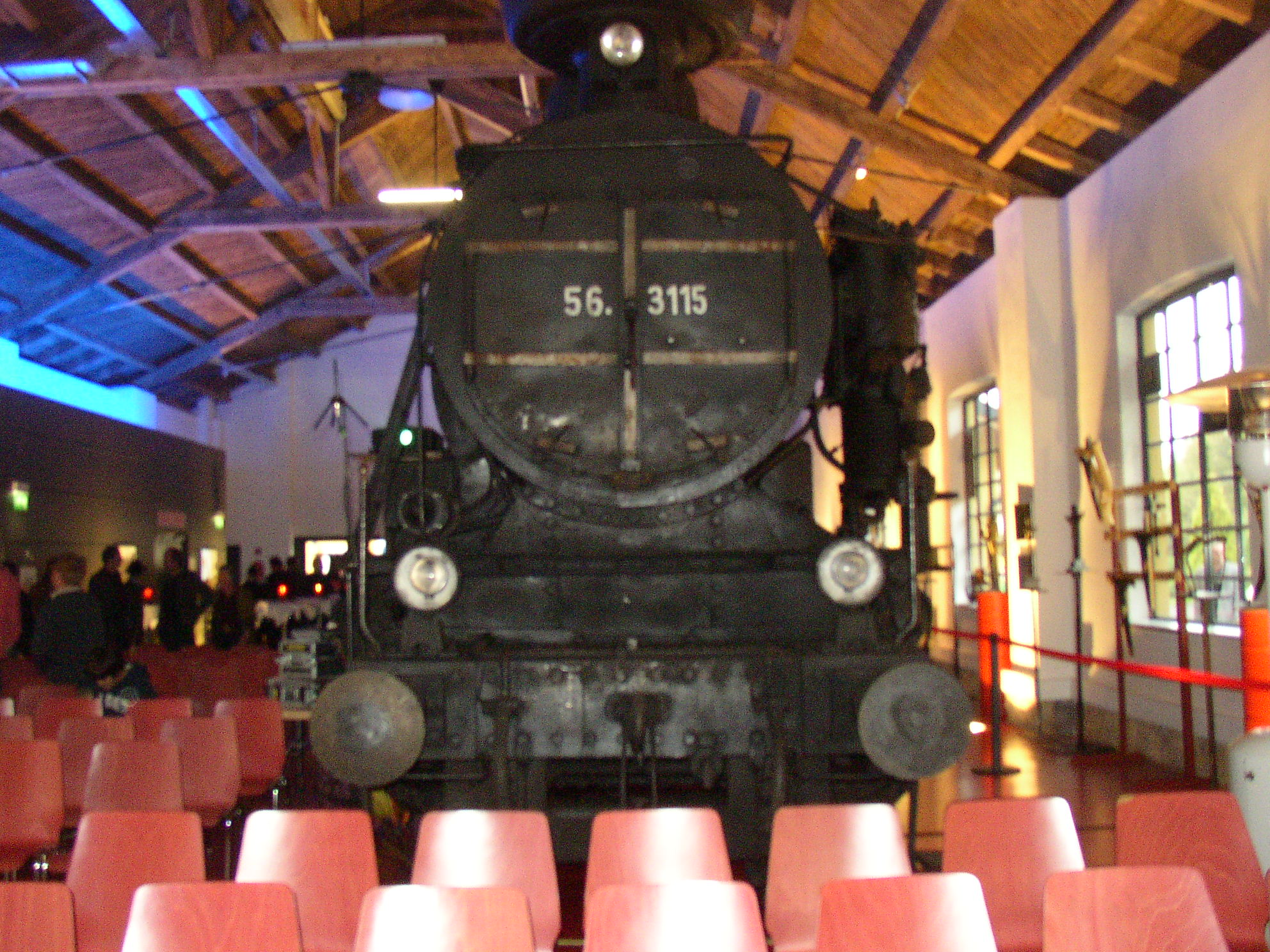
A vasútmúzeum

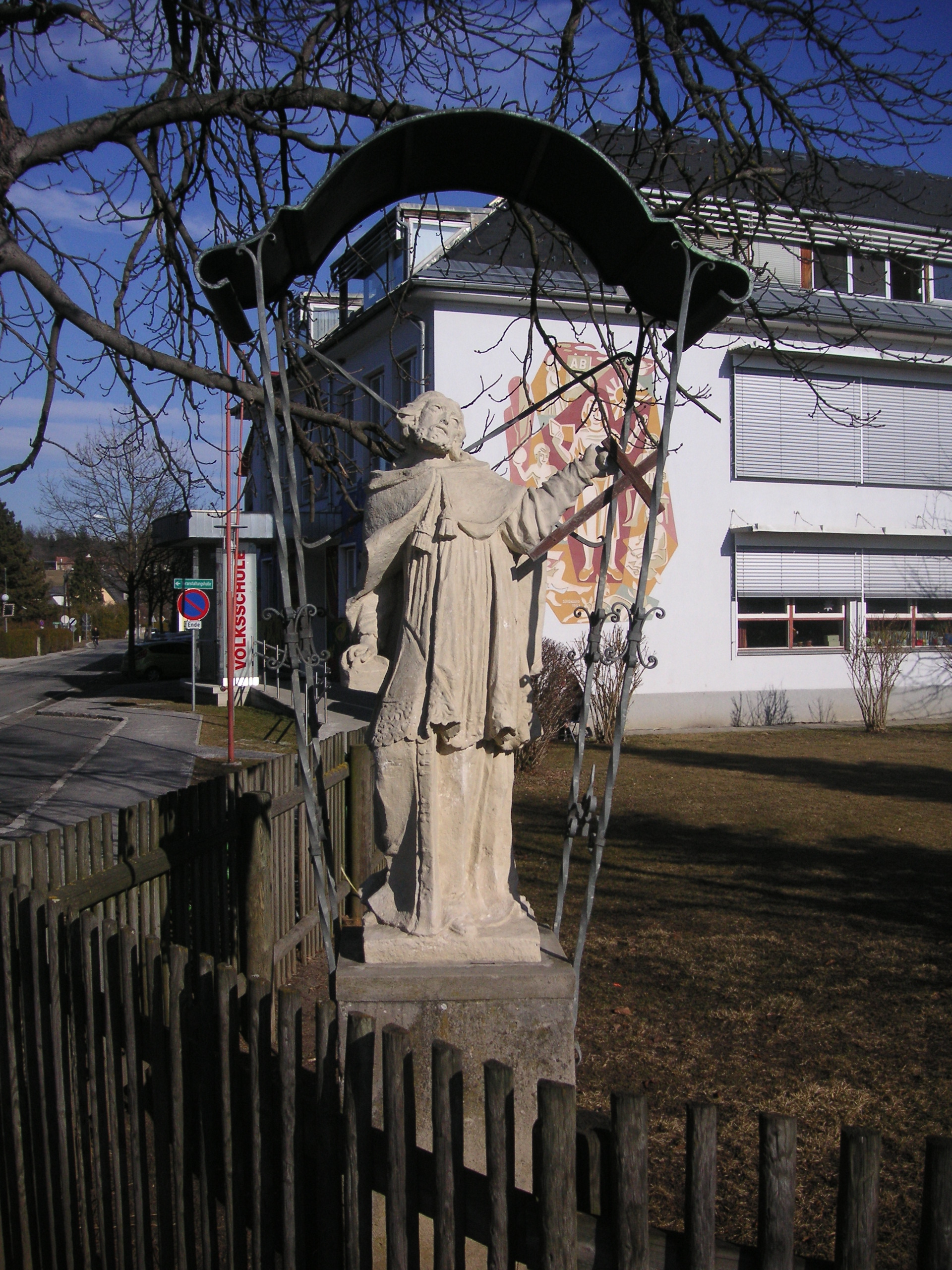
A Nepomuki Szt. János-szobor

Lieboch a Nyugat-stájerországi dombság keleti lábainál fekszik. Legfontosabb folyóvizei a Liebochbach, a Lusenbach és a Arkenbach (mindhárom a mezőváros területének déli részén torkollik a Kainachba, a Mura mellékfolyójába). Keleten a Kaiserwald erdejének egy kis része tartozik hozzá. Az önkormányzat 3 települést egyesít: Lieboch (3175 lakos 2018-ban), Schadendorf (900 lakos) és Spatenhof (1021 lakos).
A környező önkormányzatok: északra Hitzendorf, északkeletre Haselsdorf-Tobelbad, keletre Premstätten, délkeletre Dobl-Zwaring, délre Lannach, nyugatra Mooskirchen, északnyugatra Söding-Sankt Johann.

## Története
Lieboch területén valamikor legkésőbb a 7-8. században szlávok települtek be, tőlük származik a település neve (a Liubócha valószínűleg klán- vagy személynév volt). Miután a szlávok államát bekebelezte a Bajor Hercegség, a Kainach völgyébe bajorok telepesek érkeztek (falvaikat jellemzően az -ing végződésről lehet megismerni, mint Zwaring", Fading, Söding). A szláv lakosság a 12. századra asszimilálódott, elnémetesedett.
Lieboch első írásos említése 1138-ból származik. A falu ekkor a salzburgi érsek birtoka volt, aki a tanyáit (legalább 26-ot) kiadta különböző hűbéreseinek. A közvetlen felügyeletet valószínűleg a spatenhofi Parneck lovagi nemzetség látta el.
Lieboch a 19. századi vasútépítések után nyert nagyobb jelentőséget, mert itt ágazott el a Köflachi és a Wies-Eibiswaldi vasútvonal. Az 1930-as években szabályozták a Kainachot, ami lecsökkentette az árvízveszélyt, ám egyúttal elpusztította az addig megmaradt ártéri erdőket. A Grazhoz közeli település a 20. század második felében is jelentős ipari fejlesztéseket vonzott, különösen a Déli autópálya 1970-es évekbeli megépítése után. Leiboch fejlődésének elismeréseként 1979-ben mezővárosi státuszt kapott a tartományi kormányzattól.

## Lakosság
A liebochi önkormányzat területén 2017 januárjában 5060 fő élt. A lakosságszám 1900 óta gyarapodó tendenciát mutat, az utóbbi évtizedekben elsősorban a Grazból a környező településekre kiköltözők miatt. 2015-ben a helybeliek 94,1%-a volt osztrák állampolgár; a külföldiek közül 1,7% a régi (2004 előtti), 2,8% az új EU-tagállamokból érkezett. 2001-ben a lakosok 82%-a római katolikusnak, 3,5% evangélikusnak, 11,5% pedig felekezet nélkülinek vallotta magát. Ugyanekkor 9 magyar élt a mezővárosban.

## Látnivalók
- a liebochi vasútmúzeum
- a modern, 1965-ös építésű Xavéri Szt. Ferenc-plébániatemplon
- a barokk Nepomuki Szt. János-szobor

## Testvértelepülések
- Újlak (Horvátország)

## Fordítás
- Ez a szócikk részben vagy egészben  a   Lieboch című német Wikipédia-szócikk ezen változatának fordításán alapul.  Az eredeti cikk szerkesztőit annak laptörténete sorolja fel. Ez a jelzés csupán a megfogalmazás eredetét és a szerzői jogokat jelzi, nem szolgál a cikkben szereplő információk forrásmegjelöléseként.